# Кавал
Кавал је народни дувачки инструмент који је отворен са обе стране цеви и израђен од једног комада дрвета. Дрво које се користи за израду кавала је обично јасен, а може бити шљива, дрен, зова, бадем итд. Горњи крај кавала где се дува је мало искошен, тако да усне лакше належу, и има оштре ивице под углом од 45°. Може бити украшен дуборезом и то целом дужином, али то није правило.
Свирање на кавалу се налази на листи нематеријалног културног наслеђа Србије.

## Историја
Порекло кавала је врло тешко одредити. У пећини Гајзенклестерле пронађени су дувачки инструменти направљени од шупљих птичијих костију, на којима се звук добија по истом принципу као и на кавалу. Њихова старост се процењује између 42.000 и 43.000 година, због чега се процењује да је кавал један од најархаичнијих типова инструмената које је човечанство изумело.
Широко је распрострањен инструмент. Присутан је у Турској, Грчкој, Бугарској, Македонији, Србији, Албанији, Румунији, Молдавији и другим земљама.

## Изглед и израда инструмента
Кавал припада групи најстаријих дувачких музичких инструмената. To је шупља дрвена цев, отворена са обе стране, дужине између 65 и 90 центиметара. Кавали могу бити једноделни и троделни. Једноделни тип се обично среће на територији Македоније, Србије, Турске, док су троделни кавали карактеристични за територију Бугарске. Карактерише их то што су сачињени од три комада дрвета који се спајају пре свирања у једну цев, попут кларинета.
За израду се бира дрво које је здраво, које има мање пора јер такво дрво производи квалитетнији, стаменији звук. Најчешће се израђују од тврдог дрвета као што је јасен или дрен. У употреби се још могу наћи и кавали од шљиве, шимшира, ружиног дрвета, абоноса. У новије време кавали се праве и од пластике и метала.
Због своје крхке конструкције и јако танких зидова цеви, постоји низ рецептура које описују како продужити век инструмента. У те сврхе се користе разна уља попут маслиновог, бадемовог, ораховог хладно цеђеног, нерафинисаног уља. Поједини користе смешу уља и сирћета како би сачували дрво од влаге и пропадања.
Посебну лепоту чине орнаменти на спољашњој страни зидова кавала. Сваки градитељ има свој јединствени начин како украшава инструменте и тиме као да их потписује, даје им свој лични печат. Украси се могу урезивати или исцртавати ужареном иглом чиме настају такозвани паљени украси.

## Начин свирања
Кавал с предње стране има седам рупа за прсте којима се свира и још једну за палац на полеђини инструмента. Рупе су равномерно распоређене (до 2 cm удаљености једна од друге рупе), с тим да је шеста рупа отприлике на средини инструмента. При крају кавала постоје још четири рупе које служе за резонанцију звука и обично се у народу зову „ђавоље рупе“.
За време свирања, кавал се држи са обе руке, под углом од око 45° у односу на тело. На доње четири рупе свира се прстима једне руке, а на горње три рупе и рупи за палац свира се прстима друге руке. Уста покривају приближно ¾ од краја кавала где се дува. Свирање се постиже тако што се дува дијагонално од кавала, тј. на саму ивицу кавала. За време свирања на овом инструменту, усне имају облик пољупца. Са променом јачине дувања, мења се висина звука и самим тим се производе различити тонови.
На кавалу свира један извођач, што је у традиционалној пракси чешће, а ређе је свирање у пару, од којих један изводи мелодијску линију, а други константан бордунски тон. Кавал је означен као пастирски инструмент, мада се на њему изводе и мелодије народних песама, као и традиционалне игре.

## Тоналитет
У зависности од тоналитета, кавал може бити урађен у вишем регистру (C, Cis), у средњем регистру (D и H) или у ниском регистру (A и B). Кавал може да свира 2 1/5 октаве хроматомске скале. Звук је топао, меланхоличан и пријатан.
Кавал је у прошлости био пастирски инструмент, који се данас користи у народним песмама и играма, као део ансамбла или за соло свирање. Кавал се често свира у паровима, што тада чини свирање или свирку која се назива езгија. Први свирач је кавалџија (или вођа), док је други полагач, који прати са једним ниским лежећим тоном. Углавном се свира са кавалом у истом тоналитету, обично мањем, као што је C, Cis, D, иако се користе и други тоналитети. Унутрашњи калибар тј. промер од кавала је 16 mm (спољњи промер је од 20 mm до 20,5 mm), али има и таквих код којих је унутрашњи промер 17 mm, па чак и 15 mm.
Кавал обично стоји на дрвеном доку (арбија) као својеврсном држачу, који штити да не дође до кривљења и чува унутрашњост стално замашћеном.

## Кавал у српској традицији
Кавал је означен као пастирски инструмент, мада се на њему изводе и мелодије народних песама, као и традиционалне игре. Представе музичара на фрескама средњовековних манастира и цркава овог дела Балкана указују на то да кавал датира још из средњег века. Уз звуке кавала некада су се окупљали пастири, завршавали радови у пољу и чувале овце. О његовом значају и важном положају у животу српског народа у јужним крајевима најбоље сведоче бројна предања. Кавал је једини традиционални дувачки инструмент у српској традицији уз чију пратњу се пева.
Један од чувених свирача на кавалу између два светска рата био је Борисав Бошкоћевић из Сиринићке жупе, а после другог светског рата најпознатији је био Милко Величковић (Пећиновчевић). Данас су активни свирачи Миладин Бошкоћевић и Веселин Бошковић из села Штрпце.

## Нематеријално културно наслеђе Србије
Свирање на кавалу, као извођачка пракса, у Србији је доминантно заступљено на Косову и Метохији и то у пределу Шар планине, нарочито у Сиринићкој жупи и Призренској Гори. Користи се у православним српским заједницама, словенским муслиманским заједницама (Горани) и албанским муслиманским заједницама. Као такво уврштено је у Национални регистар нематеријалног културног наслеђа Србије.